# Pourkoi... passkeu
Pour plus de détails, voir Fiche technique et Distribution.
Pourkoi... passkeu est un court métrage français réalisé par Tristan Aurouet et Gilles Lellouche qui a obtenu en 2002 le Premier Prix du Jury au festival du court métrage d'humour de Meudon. La même année, il a également été sélectionné au festival international du court-métrage de Clermont-Ferrand. Il a obtenu le Prix Gras Savoye du court-métrage au festival international du film de Cannes en 2003

## Synopsis
La rencontre de deux personnages déçus par la vie.

## Fiche technique
- Titre : Pourkoi... passkeu
- Réalisation : Tristan Aurouet et Gilles Lellouche
- Scénario : Tristan Aurouet, Gilles Lellouche et Corinne Alliot
- Musique :
- Photographie : Stéphane Vallée
- Montage : Samuel Danesi
- Production : Georges Bermann
- Pays d'origine :  France
- Langue : français
- Format : couleurs - 1,85:1 - 35 mm
- Genre : Comédie
- Durée : 7 minutes

## Distribution
- Gilles Lellouche : Lui
- Léa Drucker : Elle
- Karim Adda :
- Xavier Claudon :
- Aurore Lagache :